# Das Schwarze Korps
Das Schwarze Korps (lett. "Il corpo nero") era il settimanale delle SS fondato nel 1935 da Reinhard Heydrich e diretto dall'SS-Standartenführer Gunter d'Alquen.

## Storia
Nel 1939 la divulgazione di questo settimanale aveva raggiunto le 500 000 copie, ed era l'unico organo di stampa tedesca a non essere soggetto alla censura del Ministro della Propaganda Joseph Goebbels.
Dal 1939 divenne una caratteristica importante del giornale la pubblicazione dei nomi delle SS e della polizia militare. Con il procedere della guerra, per la necessità che tutte le fonti di informazioni del regime dessero l'impressione di agire all'unisono, scomparvero dal giornale le vecchie critiche agli eccessi dei capi del partito; si trasformò così in foglio di propaganda che narrava le prodezze dei soldati delle Waffen-SS sul campo di battaglia.